# 利普希茨連續
在數學中，特別是實分析，利普希茨連續（Lipschitz continuity）以德國數學家魯道夫·利普希茨命名，是一個比一致連續更強的光滑性條件。直覺上，利普希茨連續函數限制了函數改變的速度，符合利普希茨條件的函數的斜率的绝对值，必小於一個稱為利普希茨常數的實數（該常數依函數而定）。
在微分方程，利普希茨連續是皮卡-林德洛夫定理中確保了初值問題存在唯一解的核心條件。一種特殊的利普希茨連續，稱為壓縮應用於巴拿赫不動點定理。
利普希茨連續可以定義在度量空間上以及賦范向量空間上；利普希茨連續的一種推廣稱為赫爾德連續。

## 定義

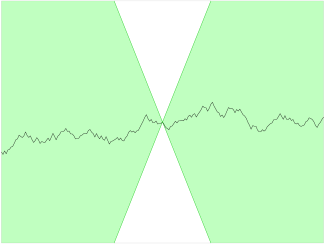
对于利普希茨连续函数，存在一个双圆锥(白色)其顶点可以沿着曲线平移，使得曲线总是完全在这两个圆锥外。

對於在實數集的子集的函數{\displaystyle f\colon D\subseteq \mathbb {R} \to \mathbb {R} } ，若存在常數{\displaystyle K}，使得{\displaystyle |f(a)-f(b)|\leq K|a-b|\quad \forall a,b\in D}，則稱{\displaystyle f} 符合利普希茨條件，對於{\displaystyle f} 最小的常數{\displaystyle K} 稱為 {\displaystyle f} 的利普希茨常數。
若{\displaystyle K<1}，{\displaystyle f} 稱為收縮映射。
利普希茨條件也可對任意度量空間的函數定義：
給定兩個度量空間{\displaystyle (M,d_{M}),(N,d_{N})}，{\displaystyle U\subseteq M}。若對於函數{\displaystyle f:U\to N}，存在常數{\displaystyle K} 使得
{\displaystyle d_{N}(f(a),f(b))\leq Kd_{M}(a,b)\quad \forall a,b\in U}
則說它符合利普希茨條件。
若存在{\displaystyle K\geq 1}使得
{\displaystyle {\frac {1}{K}}d_{M}(a,b)\leq d_{N}(f(a),f(b))\leq Kd_{M}(a,b)\quad \forall a,b\in U}
則稱{\displaystyle f}為双李普希茨(bi-Lipschitz)的。

## 皮卡-林德洛夫定理
若已知{\displaystyle y(t)}有界，{\displaystyle f}符合利普希茨條件，則微分方程初值問題{\displaystyle y'(t)=f(t,y(t)),\quad y(t_{0})=y_{0}}剛好有一個解。
在應用上，{\displaystyle t}通常屬於一有界閉區間（如{\displaystyle [0,2\pi ]}）。於是{\displaystyle y(t)}必有界，故{\displaystyle y}有唯一解。

## 例子
- {\displaystyle f:[-3,7]\to \mathbb {R} ,\quad f(x)=x^{2}}符合利普希茨條件，{\displaystyle K=4}。
- {\displaystyle f:\mathbb {R} \to \mathbb {R} ,\quad f(x)=x^{2}}不符合利普希茨條件，當{\displaystyle x\to \infty ,\quad f'(x)\to \infty }。
- 定義在所有實數值的{\displaystyle f(x)={\sqrt {x^{2}+5}}}符合利普希茨條件，{\displaystyle K=1}。
- {\displaystyle f(x)=|x|}符合利普希茨條件，{\displaystyle K=1}。由此可見符合利普希茨條件的函數未必可微。
- {\displaystyle f:[0,1]\to [0,1],\quad f(x)={\sqrt {x}}}不符合利普希茨條件，{\displaystyle x\to 0,\quad f'(x)\to \infty }。不過，它符合赫爾德條件。
- 若且唯若處處可微函數f的一次導函數有界，{\displaystyle f}符合利普希茨條件。這是中值定理的結果。所有{\displaystyle C^{1}}函數都是局部利普希茨的，因為局部緊緻空間的連續函數必定有界。

## 性質
- 符合利普希茨條件的函數連續，实际上一致連續。
- 双李普希茨(bi-Lipschitz)函數是單射。
- Rademacher定理：若{\displaystyle A\subseteq \mathbb {R} ^{n}}且{\displaystyle A}為開集，{\displaystyle f:A''\to \mathbb {R} ^{n}}符利普希茨條件，則{\displaystyle f}幾乎處處可微。[1]
- Kirszbraun定理：給定兩個希爾伯特空間{\displaystyle H_{1},H_{2}}，{\displaystyle U\in H_{1}}，{\displaystyle f:U\to H_{1}}符合利普希茨條件，則存在符合利普希茨條件的{\displaystyle F:H_{1}\to H_{2}}，使得{\displaystyle F}的利普希茨常數和{\displaystyle f}的相同，且{\displaystyle F(x)=f(x)\quad \forall x\in U}。[2][3]